# Broby Mølsøvdys

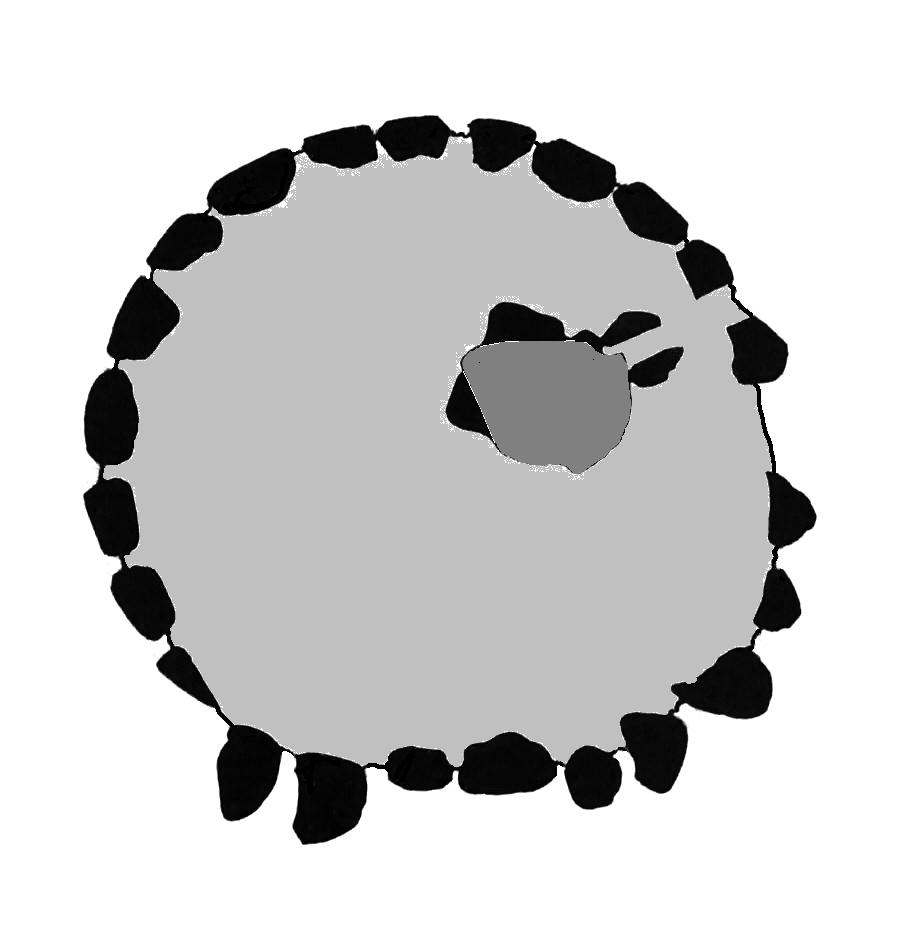
Schema eines Runddysse von oben gesehen

Der Broby Mølsøvdys (dänisch auch Molsdysse oder Mølsødys genannt) ist ein Runddysse in Vester Broby bei Sorø auf der Insel Seeland in Dänemark. Die Anlage entstand zwischen 3500 und 2800 v. Chr. als Megalithanlage der Trichterbecherkultur (TBK).
Der West-Ost orientierte Dolmen liegt auf einem etwa 1,2 m hohen Hügel mit einer ovalen Einfassung von etwa 10,0 × 12,0 m in der etliche Randsteine verkippt sind, und der etwa trapezoiden Kammer mit vier Tragsteinen und dem in situ befindlichen langen mit Schälchen versehenen Deckstein. Der Zugangsbereich fehlt.
Im Broby Vesterskov, westlich des Dolmens liegen die acht Dolmen im Broby Vesterskov.